# Acacia alaticaulis
Acacia alaticaulis é uma espécie de leguminosa do gênero Acacia, pertencente à família Fabaceae.